# Jácome de Blancas

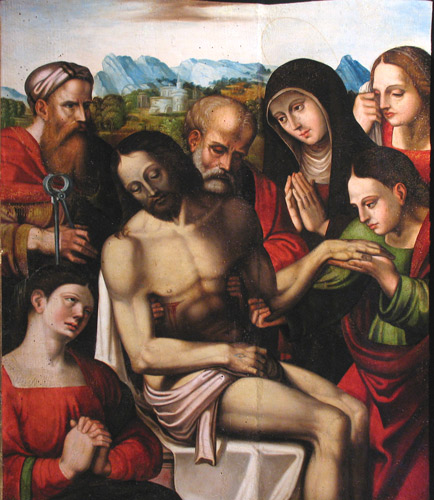
Llanto sobre Cristo muerto, óleo sobre tabla, 69 x 59 cm, Medina del Campo, Museo de las Ferias, en depósito de la Colegiata de San Antolín.

Jácome de Blancas fue un pintor renacentista documentado en Medina del Campo entre 1543 y 1554.

## Biografía
La primera noticia de su actividad es de 1543 cuando contrató el trabajo de pintura del banco del retablo mayor de la desaparecida iglesia de San Esteban de Medina del Campo, de donde era vecino. En 1550 se le encuentra documentalmente relacionado con Luis Vélez en la escritura de un acuerdo de compañía por el que ambos pintores se comprometían a repartirse a partes iguales los trabajos que hubiese contratado cualquiera de ellos, si bien el acuerdo no llegó a ratificarse y quedó sin efecto. También hay constancia de su relación profesional con el escultor Leonardo Carrión, de quien salió fiador en 1554 tras haberle proporcionado en 1552 los dibujos de unos escudos y otras figuras para las labores de decoración en yeso y talla que debía realizar en una de las capillas del convento de San Francisco de la misma ciudad de Medina del Campo, igualmente desaparecido. El mismo año 1554 firmó las condiciones para hacer y pintar el retablo de Nuestra Señora de la Visitación, obra que como todas las anteriormente documentadas se ha perdido sin dejar rastro.
Collar de Cáceres cree posible atribuirle las tablas del retablo mayor de la iglesia de Santa María del Castillo de Olmedo, que llevan la fecha de 1550 bien visible en varias de ellas y se sabe fueron pintadas por un Jácome, aunque el documento en que se lo menciona no indica el apellido. Se trata de doce tablas con historias de la vida de la Virgen y la infancia de Jesús de dibujo seco y desigual, en las que el pintor hace uso frecuente de estampas centroeuropeas y fondos arquitectónicos renacentistas, incluida la presencia en ellos de fingidas esculturas en mármol con posibles significados complementarios del motivo principal.
Características semejantes a las de estas pinturas tienen una serie de tablas localizadas en Medina del Campo y su entorno, que muy bien pudieran ser obra del mismo artista o, cuando menos, salidas del mismo taller. Pueden citarse, entre ellas, algunas tablas de un desmembrado retablo de la iglesia parroquial de Villaverde de Medina, con la fecha de 1541 en las que representan la Natividad y San Pedro en cátedra, y el Llanto sobre Cristo muerto del armario relicario de la familia Morejón en la Colegiata de San Antolín, fechado en 1542.
Casado con Catalina de Bracamonte, había muerto ya a finales de 1575, cuando su viuda reclamó al rejero Cristóbal López la renta de unas tierras.